# اجامپورا
اجامپورا (به انگلیسی: Ajjampura) یک منطقهٔ مسکونی در هند است که در کارناتاکا واقع شده‌است.